# Hadena cavalla
Hadena cavalla là một loài bướm đêm trong họ Noctuidae.